# 羅奇代爾 (印第安納州)
羅奇代爾（英語：Roachdale）是一個位於美國印地安納州普特南縣的城鎮。

## 人口
根據2010年美國人口普查的數據，羅奇代爾的面積為1.31平方千米，當中陸地面積為1.31平方千米，而水域面積為0.00平方千米。當地共有人口926人，而人口密度為每平方千米707人。